# Foz do Iguaçu

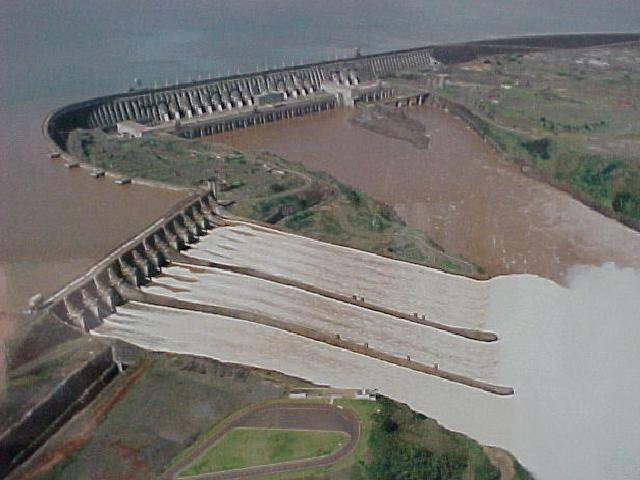
Zapora Itaipu niedaloko Foz do Iguaçu

Foz do Iguaçu – miasto w Brazylii będące szóstym pod względem wielkości organizmem miejskim stanu Parana. Liczba mieszkańców wraz z obrzeżami wynosi 270 000 mieszkańców. Miasto leży około 500 km na zachód od Kurytyby będącej stolicą stanu. Odległość drogowa od Rio de Janeiro wynosi 1500 km, a od São Paulo 1050 km. Mieszkańcy miasta są nazywani iguaçuenses. Około 20 km na północ od miasta znajduje się wielka zapora Itaipu, niedaleko jest też do wodospadów Iguaçu. Wybudowany w latach 1960-1965 Most Przyjaźni łączy miasto z leżącym na przeciwległym brzegu rzeki Parana paragwajskim miastem Ciudad del Este.